# 望加麗島
望加麗島是印度尼西亞廖內省望加麗縣的島嶼，位於馬六甲海峽，長68公里、寬19公里，面積938.4平方公里，主要經濟活動是出口木材、煙草和橡膠。